# Jozef Klein
Jozef Klein (17. března 1943 - 24. září 2014) byl slovenský politik, po sametové revoluci československý poslanec Sněmovny národů Federálního shromáždění v klubu Sociálnědemokratické strany na Slovensku, v 90. letech poslanec Národní rady SR za Hnutie poľnohospodárov Slovenskej republiky, Novou agrární stranu, později za HZDS.

## Biografie
Ve volbách roku 1992 byl zvolen do slovenské části Sněmovny národů. Zasedal v poslaneckém klubu Sociálnědemokratické strany na Slovensku. Ve Federálním shromáždění setrval do zániku Československa v prosinci 1992. Uvádí se bytem Kežmarok.
Byl předsedou malé politické formace Hnutie poľnohospodárov Slovenskej republiky. To před parlamentními volbami na Slovensku roku 1994 utvořilo s dalšími levicovými stranami koalici Spoločná voľba, která se dostala do parlamentu a Jozef Klein se stal poslancem Národní rady Slovenské republiky. Již v průběhu funkčního období se začal odklánět od politiky opozičního klubu Spoločná voľba. V roce 1996 hlasoval s vládou (vedenou HZDS) proti vyslovení nedůvěry ministru zemědělství Petrovi Bacovi. V roce 1997 se Hnutie poľnohospodárov Slovenskej republiky sloučilo s další agrární formací Rolnická strana Slovenska do Nové agrární strany. Ta ale ještě před koncem funkčního období parlamentu fúzovala s HZDS. V parlamentních volbách roku 1998 Klein neúspěšně kandidoval za HZDS (byl na 83. místě kandidátní listiny). V roce 1998 mu byl udělen Řád Andreje Hlinky.
V komunálních volbách roku 2002 byl kandidátem HZDS na primátora Kežmarku. V krajských volbách v roce 2005 byl kandidátem HZDS a dalších národoveckých a levicových stran. V roce 2003 i 2008 se uvádí jako předseda okresní organizace HZDS v Kežmarku.